# Решетилівське килимарство (монета)
«Решети́лівське килима́рство» — пам'ятна  монета номіналом 5 гривень, випущена Національним банком України, присвячена творам килимового мистецтва Полтавщини, яким мають особливу стилізацію рослинних квіткових мотивів у вигляді ламаних гілок із квітами та листям.
Монету введено в обіг 15 квітня 2021 року. Вона належить до серії «Українська спадщина».

## Опис та характеристики монети
| Номінал грн. | Метал      | Маса, грам | Діаметр, мм. | Якість виготовлення       | Гурт     | Тираж, штук |
| ------------ | ---------- | ---------- | ------------ | ------------------------- | -------- | ----------- |
| 5            | нейзильбер | 16.54      | 35,0         | спеціальний анциркулейтед | рифлений | 40 000      |

Із загального тиража 15 000 монет випущено в сувенірній упаковці.

### Аверс
На аверсі монети розміщено: на дзеркальному тлі абрису пейзажу малий Державний Герб України (ліворуч від центру), дерево життя — в центрі; номінал — 5 (праворуч). В нижній частині монети на тлі стилізованих килимів розташовані написи: «УКРАЇНА» (ліворуч), «ГРИВЕНЬ» (праворуч). В самому низу монети вказано рік карбування монет — «2021». Також у центрі, праворуч від дерева життя розташовано логотип Банкнотно-монетного двору Національного банку України.

### Реверс
На реверсі монети зображено дзеркальний абрис ткалі за роботою (ліворуч), а праворуч — кольоровий фрагмент килима та напис на дзеркальному тлі півколом: «РЕШЕТИЛІВСЬКЕ КИЛИМАРСТВО».

## Автори

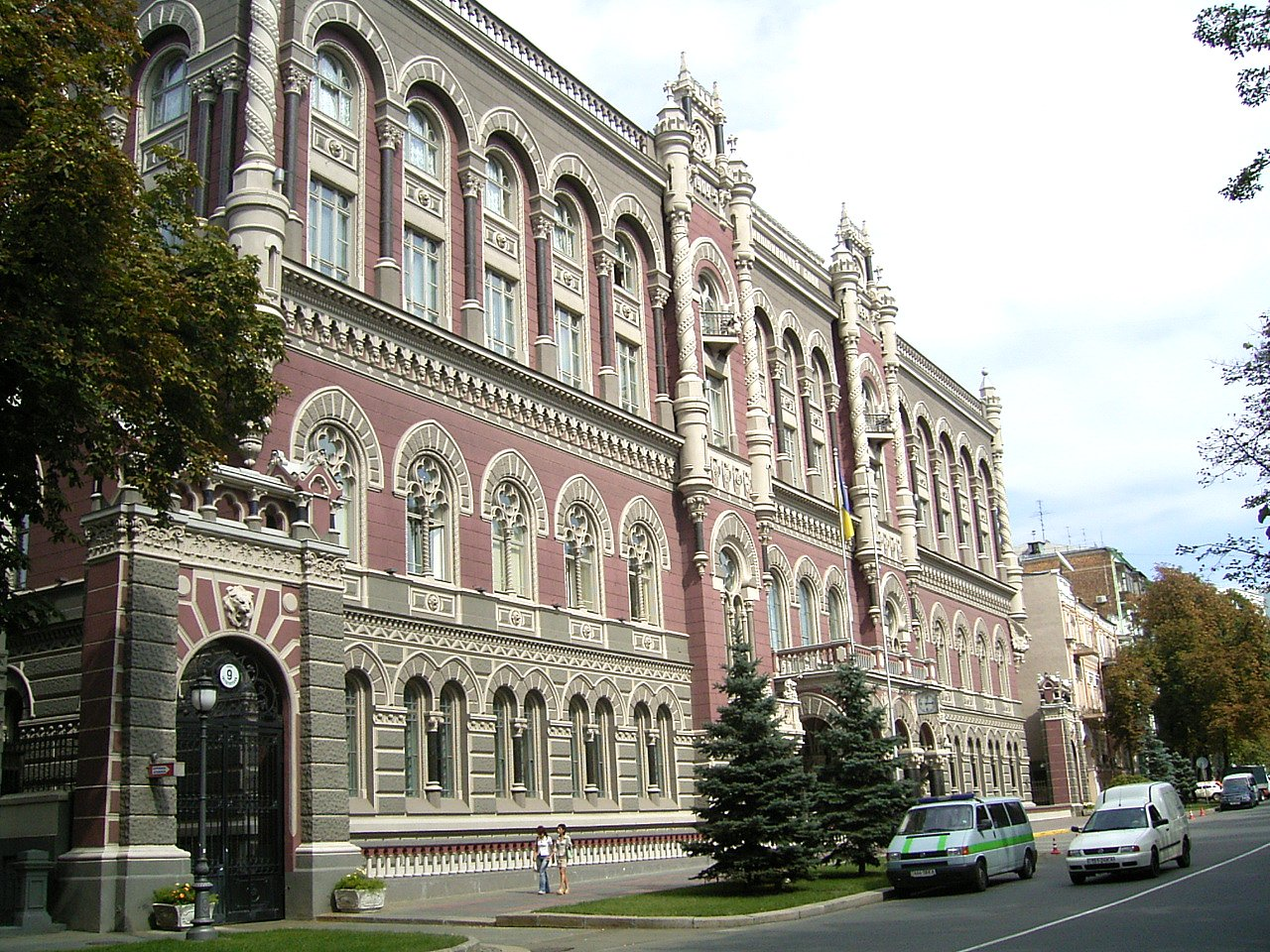
Будівля Національного банку України

- Художник — Андрощук Любов.

- Скульптори: Дем'яненко Володимир, Демяненко Анатолій.
- Програмне моделювання — Віталій Андріянов.[1][3]Будівля Національного банку України

## Вартість монети
Роздрібна ціна Національного банку України у 2021 році була 71 гривня.
Фактична приблизна вартість монети, з роками змінювалася так:
| Рік        | 2021 | 2022 | 2023 | 2024 | 2025 |
| ---------- | ---- | ---- | ---- | ---- | ---- |
| Ціна, грн. | 150  | 210  | 330  | 760  | 770  |